# Rankovce (Slowakei)
Rankovce (deutsch Rankowetz, ungarisch Ránk) ist eine Gemeinde im Osten der Slowakei mit 1070 Einwohnern (Stand 31. Dezember 2024), die zum Okres Košice-okolie, einem Teil des Košický kraj, gehört.

## Geographie
Die Gemeinde befindet sich im nördlichen Ausläufer des Talkessels Košická kotlina unterhalb des östlich gelegenen Gebirges Slanské vrchy, im Tal des Baches Rankovský potok im Einzugsgebiet der Oľšava. Das Ortszentrum liegt auf einer Höhe von 364 m n.m. und ist 27 Kilometer von Košice entfernt.
Nachbargemeinden sind Mudrovce im Norden, Juskova Voľa im Nordosten, Banské im Osten, Herľany im Südosten und Süden, Bačkovík im Südwesten und Boliarov im Nordwesten.

## Geschichte
Der Ort entstand auf dem Gebiet des mittelalterlichen Herrschaftsguts von Svinica und wurde zum ersten Mal 1332 in einem Kirchenzehnt-Verzeichnis als Rank schriftlich erwähnt, das auch den Namen des damaligen Pfarrers, András, enthält. 1390 wurde das Geschlecht Perényi neuer Gutsbesitzer. 1427 wurden in einem Verzeichnis 27 Porta verzeichnet. 1601 kam das Dorf zum Herrschaftsgebiet der Burg in Trebišov, bevor der Besitz im 18. Jahrhundert zwischen acht verschiedenen Gutsbesitzern aufgeteilt wurde. 1828 zählte man 47 Häuser und 322 Einwohner, die als Landwirte beschäftigt waren.
Bis 1918/1919 gehörte der im Komitat Abaúj-Torna liegende Ort zum Königreich Ungarn und kam danach zur Tschechoslowakei beziehungsweise heute Slowakei. 1949 wurde die ganze Gemeinde elektrifiziert.

## Bevölkerung
| Jahr                | 1994 | 2004     | 2014     | 2024     |
| ------------------- | ---- | -------- | -------- | -------- |
| Anzahl der Personen | 491  | 599      | 791      | 1070     |
| Unterschied         |      | +21,99 % | +32,05 % | +35,27 % |

| Jahr                | 2023 | 2024    |
| ------------------- | ---- | ------- |
| Anzahl der Personen | 1043 | 1070    |
| Unterschied         |      | +2,58 % |

Gemäß der Volkszählung 2011 wohnten in Rankovce 705 Einwohner, davon 672 Slowaken, 12 Roma sowie jeweils ein Magyare und Tscheche. 19 Einwohner machten keine Angabe zur Ethnie.
460 Einwohner bekannten sich zur Evangelischen Kirche A. B., 137 Einwohner zur römisch-katholischen Kirche, 47 Einwohner zu den Siebenten-Tags-Adventisten, acht Einwohner zur reformierten Kirche, sechs Einwohner zur griechisch-katholischen Kirche, drei Einwohner zur orthodoxen Kirche sowie jeweils ein Einwohner zur apostolischen Kirche und zur neuapostolischen Kirche. Neun Einwohner waren konfessionslos und bei 33 Einwohnern wurde die Konfession nicht ermittelt.

## Bauwerke und Denkmäler
- evangelische Kirche im klassizistischen Stil aus dem 18. Jahrhundert